# Castino
Castino (piemontiul: Casto) település Olaszországban, Piemont régióban, Cuneo megyében. Lakosainak száma 449 fő (2023. január 1.). Castino Bosia, Cortemilia, Mango, Perletto, Rocchetta Belbo, Trezzo Tinella, Borgomale és Vesime községekkel határos.

## Népesség
A település lakossága az elmúlt években az alábbi módon változott:
| Lakosok száma | 487  | 496  | 449  |
|               | 2017 | 2018 | 2023 |